# Edificio MLC
L'Edificio MLC (in inglese: MLC Building) è uno storico edificio commerciale di Sydney in Australia.

## Storia
L'edificio venne fatto erigere dalla compagnia assicurativa Mutual Life and Citizen's Assurance Company (MLC) per diventarne la nuova sede. La compagnia già disponeva di un edificio di epoca vittoriano in questa posizione, demolito nel 1937 per far spazio al nuovo palazzo, il cui progetto, redatto dallo studio di architettura Bates, Smart & McCutcheon, venne selezionato tramite un concorso a due fasi appositamente indetto nel 1936 dalla Mutual Life and Citizen's Assurance Society. I lavori di costruzione, iniziati nel 1937, vennero ultimati nel 1938.

## Descrizione
L'edificio, situato a Martin Place nel CBD di Sydney, presenta uno stile Art déco.

## Galleria d'immagini

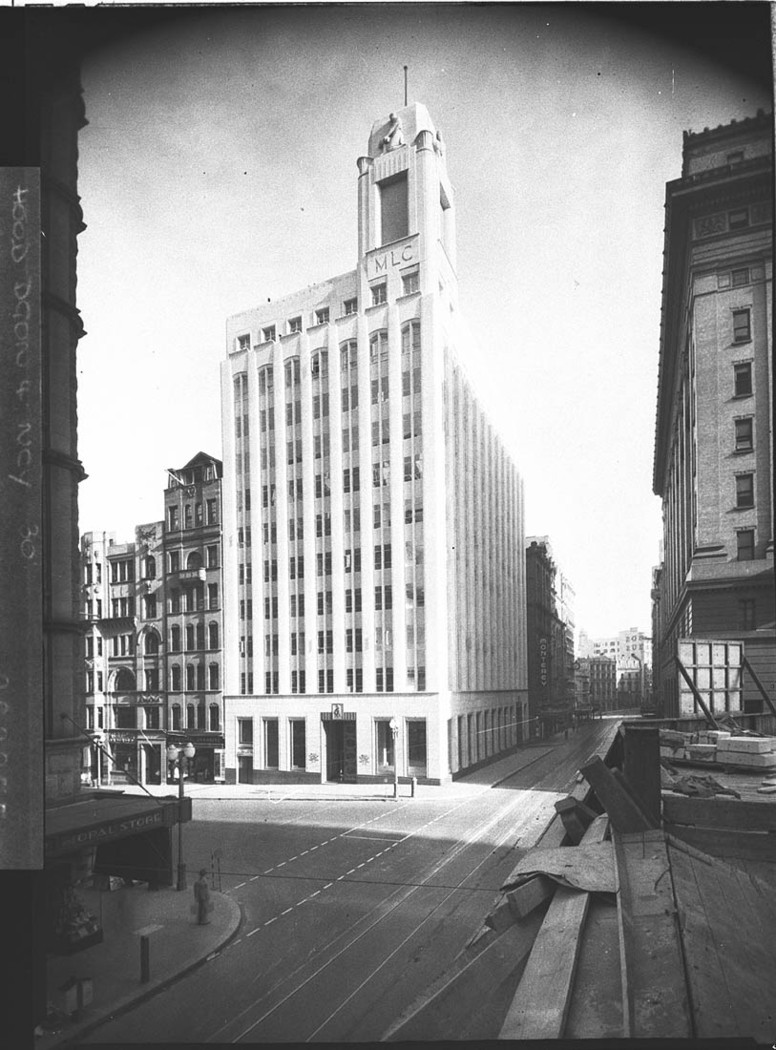
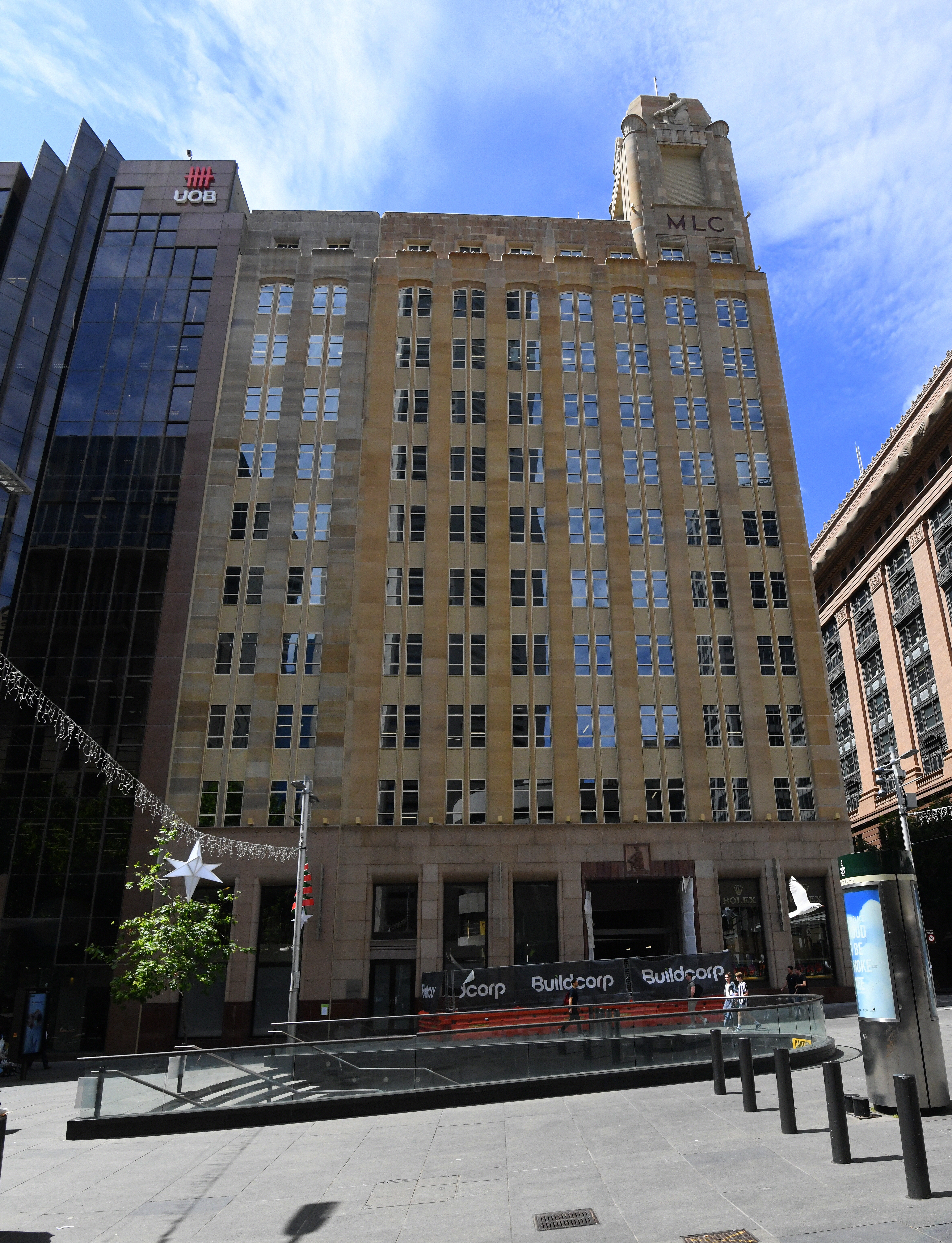
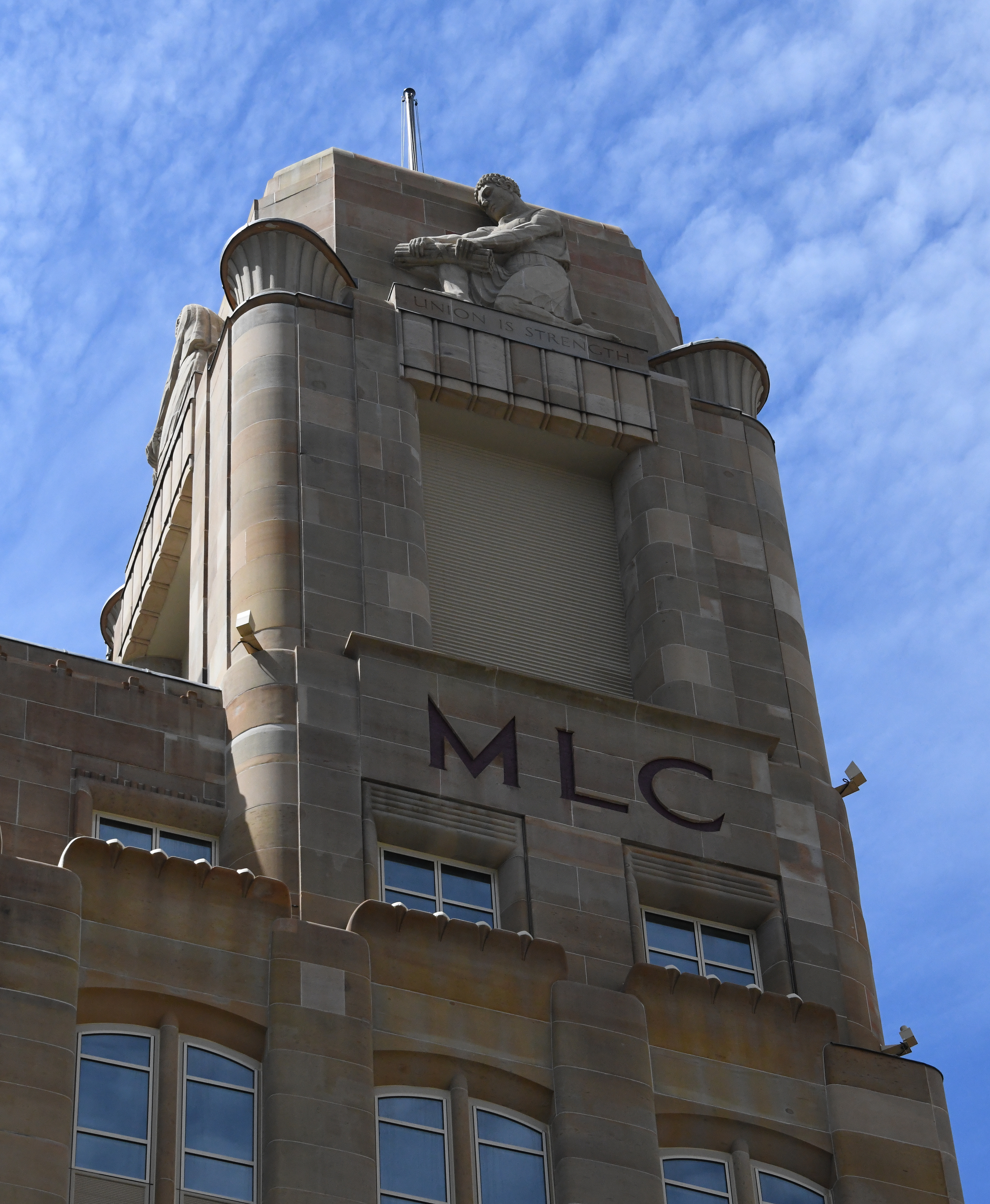